# John W. Backus
John W. Backus (anglès: John Warner Backus)  (Filadèlfia, 3 de desembre de 1924 - Ashland, 17 de març de 2007) va ser un informàtic estatunidenc, guanyador del Premi Turing el 1977 pels seus treballs en sistemes de programació d'alt nivell, en especial pel seu treball amb FORTRAN.
Per evitar les dificultats de programació de les calculadors de l'època, el 1954 Backus es va encarregar de la direcció d'un projecte d'investigació a IBM per a crear un llenguatge de programació més proper a la notació matemàtica normal. D'aquest projecte va sorgir el llenguatge de programació FORTRAN, el primer dels llenguatges de programació d'alt nivell que va tenir un gran impacte, fins i tot comercial, a l'emergent comunitat informàtica.
Després de la creació de FORTRAN, Backus va ser un membre molt actiu del comitè internacional que s'encarregà del projecte del llenguatge ALGOL. En aquest context, va proposar una notació per la representació de les gramàtiques usades en la definició d'un llenguatge de programació (les anomenada gramàtiques externes al context). Aquesta notació es coneix com a BNF, o Forma de Backus i Naur (Backus-Naur Form), i uneix el nom de Backus al de Peter Naur, un informàtic europeu del comitè ALGOL que va contribuir a la seva definició.
Els anys 1970, Backus es va interessar per la programació funcional, i va projectar el llenguatge de programació FP, descrit al text que li va servir per guanyar el premi Turing, "Can Programming be Liberated from the Von Neumann Style?". Es tracta d'un llenguatge d'ús acadèmic, que va animar un gran nombre d'investigadors. El projecte FP, transformant en FL, va acabar quan Backus es va jubilar a IBM, el 1991.